# Collisione aerea di San Diego
La collisione aerea di San Diego è stato un incidente aereo avvenuto il 25 settembre 1978 ai danni di un Boeing 727 della Pacific Southwest Airlines e di un Cessna 172, i quali precipitarono nel North Park, un quartiere periferico di San Diego, causando la morte di 137 persone a bordo dei due aerei e di sette nelle case colpite a terra, tra cui due bambini. A terra vi furono inoltre nove feriti e vennero distrutti o danneggiati dall'impatto 22 fabbricati. Si trattò del primo incidente grave a coinvolgere la Pacific Southwest Airlines e il bilancio finale di 144 vittime rese l'incidente il più grave disastro aereo della storia degli Stati Uniti fino all'incidente del volo American Airlines 191.
L'incidente determinò una revisione delle regole del controllo del traffico aereo, relative agli aeroporti con maggior traffico degli Stati Uniti, con lo scopo di aumentare la separazione tra aeromobili nei pressi di grandi aeroporti.

## Preludio
Lo schianto del volo 182 è stato preceduto da una quasi tragedia quasi dieci anni prima, che ha coinvolto anche la Pacific Southwest Airlines; il 15 gennaio 1969, N973PS, un Boeing 727-214 della PSA, entrò in collisione con il Cessna 182L N42242 durante la salita dall'Aeroporto Internazionale di San Francisco, diretto all'Aeroporto Internazionale di Ontario. Il 727 proseguì verso l'Ontario e atterrò sano e salvo, mentre il Cessna subì danni all'ala destra e ritornò a San Francisco.

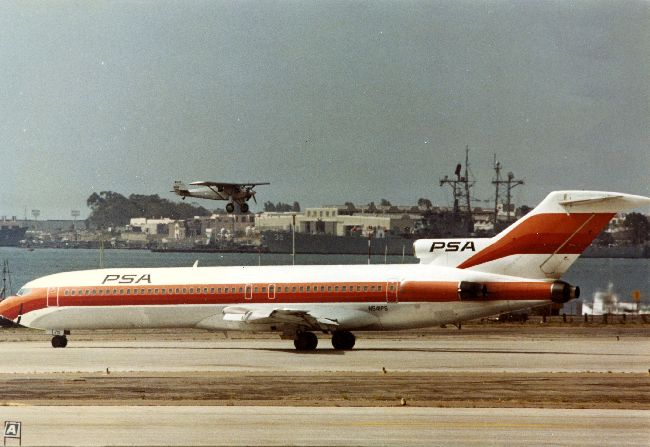
Un Boeing 727-200 similare a quello coinvolto, fotografato all'aeroporto di San Diego. Da notare in fondo in fase di sorvolo uno dei 36 Ryan M-1 costruiti, con il tipico motore radiale, l'aereo usato da Charles Lindbergh

## L'incidente
La mattina del 25 settembre 1978, il volo 182 della Pacific Southwest Airlines partì da Sacramento per San Diego via Los Angeles. L'equipaggio di sette persone con sede a San Diego era composto dal capitano James E. "Jim" McFeron (42); Primo ufficiale Robert E. "Bob" Fox (38); Ingegnere di volo Martin J. Wahne (44); e quattro assistenti di volo. Il capitano McFeron, un pilota veterano della PSA, aveva accumulato un totale di 14.382 ore di volo, comprese 10.482 ore sul 727. Il primo ufficiale Fox aveva un totale di 10.049 ore di volo, comprese 5.800 ore sul 727. L'ingegnere di volo Wahne aveva un totale di 10.800 ore di volo, di cui 6.587 ore sul 727. Il volo da Sacramento a Los Angeles si è svolto senza incidenti; alle 8:34 PDT, il volo 182 partì da Los Angeles, con il primo ufficiale Fox come pilota in volo. A bordo c'erano 128 passeggeri, di cui 29 dipendenti della PSA; il tempo a San Diego quel lunedì mattina era soleggiato e sereno con dieci miglia (16 km) di visibilità.
Alle 8:59, l'equipaggio del PSA è stato allertato dal controllore di avvicinamento della presenza di un piccolo aereo Cessna 172 immatricolato N7711G nelle vicinanze. Il Cessna di proprietà del "GIBBS Flite Center" di Montgomery Field che si trova a 4 miglia (6 km.437 mt.) direzione N-E di Lindbergh, l'allora nome del aeroporto di San Diego, era pilotato da due piloti autorizzati. Uno era Martin Kazy Jr., 32 anni, che possedeva abilitazioni di volo monomotore, plurimotore e strumentale, oltre a un certificato commerciale e un certificato di istruttore di volo strumentale. Aveva volato per un totale di 5.137 ore. L'altro, David Boswell, 35 anni, un sergente del Corpo dei Marines degli Stati Uniti, possedeva abilitazioni monomotore e plurimotore e un certificato commerciale. Aveva volato 407 ore al momento dell'incidente e stava praticando approcci con il sistema ILS sotto la guida di Kazy per conseguire la sua abilitazione strumentale. Erano partiti da Montgomery Field e stavano navigando secondo le regole del volo a vista, che non richiedevano la presentazione di un piano di volo. Boswell indossava un "cappuccio" per limitare il suo campo visivo direttamente al pannello della cabina di pilotaggio, proprio come un parasole sovradimensionato con pannelli verticali per bloccare la visione periferica, che è normale nell'addestramento IFR. Al momento della collisione, il Cessna si trovava in mancato avvicinamento (in condizioni meteorologiche visive) dalla pista 9 dell'aeroporto internazionale di San Diego (prima del 2003 noto come Lindbergh Field), diretto a est e in salita.
I piloti del Boeing PSA hanno riferito di aver visto il Cessna dopo essere stati informati della sua posizione dall'ATC, anche se il Cockpit Voice Recorder ha rivelato che poco dopo i piloti del PSA non avevano più il Cessna in vista e stavano speculando sulla sua posizione. A causa dell'elettricità statica, la torre Lindbergh (secondo la registrazione vocale della torre) ha ricevuto la trasmissione delle 09:00:50 come "Sta passando alla nostra destra" e ha presunto che il jet PSA avesse il Cessna in vista, mantenendo così la separazione visiva.

Nonostante il commento del capitano secondo cui il Cessna era "probabilmente dietro di noi adesso", in realtà si trovava direttamente davanti e sotto il Boeing. L'aereo della PSA stava scendendo e si stava avvicinando rapidamente al piccolo aereo, che aveva svoltato a destra verso est, deviando dalla rotta assegnata. Secondo il rapporto pubblicato dal National Transportation Safety Board (NTSB), il Cessna potrebbe essere stato un obiettivo visivo difficile per i piloti del jet, poiché si trovava sotto di loro e si confondeva con le case multicolori della zona residenziale sottostante; la fusoliera del Cessna era gialla e la maggior parte delle case erano di colore giallastro. Inoltre, il movimento apparente del Cessna visto dal Boeing era ridotto al minimo, poiché gli aerei si trovavano più o meno sulla stessa rotta. Il rapporto afferma che un'altra possibile ragione per cui l'equipaggio del PSA ha avuto difficoltà nell'osservare il Cessna era che la sua fusoliera era stata resa visivamente più piccola a causa dello scorcio. Tuttavia, lo stesso rapporto in un'altra sezione affermava anche che "la superficie bianca dell'ala del Cessna avrebbe potuto rappresentare un bersaglio relativamente luminoso alla luce del sole del mattino".

Sequenza degli eventi che hanno portato la collisione (X - PSA 182 ♦ - Cessna 172)

Uno studio sulla visibilità citato nel rapporto dell'NTSB ha concluso che il Cessna avrebbe dovuto essere quasi centrato nel parabrezza del Boeing da 170 a 90 secondi prima della collisione, e successivamente sarebbe stato probabilmente posizionato sulla parte inferiore del parabrezza appena sopra i tergicristalli. Lo studio afferma anche che il pilota del Cessna avrebbe avuto una visuale di circa 10 secondi del Boeing dal finestrino della portiera sinistra circa 90 secondi prima della collisione, ma la visibilità del jet in sorpasso era bloccata dalla struttura del tettuccio del Cessna per il resto del tempo.
Ottenuto il certificato, il sergente Boswell poteva atterrare con qualsiasi velivolo dotato di ILS di notte e anche con condizioni meteo sfavorevoli, grazie a un segnale radio emesso dall'aeroporto, senza neppure vedere la pista "guidato" verso l'atterraggio.
Il Lindbergh Field era l'unico aeroporto a pista singola della contea di San Diego adibito all'addestramento per la certificazione ILS. Per tale motivo un piccolo Cessna come quello coinvolto nella collisione fatale doveva assurdamente competere con i grossi aerei commerciali condividendo il medesimo spazio aereo. Sotto la supervisione di Kazy, Boswell aveva effettuato diverse manovre.
Il Cessna N7711G e il Boeing 727-214 avevamo in dotazione i transponder di bordo collegati all'ILS montati sui cruscotti per riferire: rotta, altitudine e soprattutto (in fase finale) il "sentiero di discesa" (di ciascun aereo) e fornivano le informazioni (velocità, altitudine) ai controllori di volo sulle torri degli aeroporti Lindbergh-aeroporto di San Diego e il Miramar (alias il "Marine Corps Air Station Miramar") ma con il gravissimo limite che non venivano condivise fra aerei in avvicinamento rendendo più pericoloso il lavoro per i controllori e per i piloti esposti a questo genere di collisioni per la presenza di altri aerei in fase di decollo ma soprattutto di atterraggio quando esiste un'altra prospettiva di visione per via dell'assetto discendente nel quale le ali coprono la zona sottostante e in più si aggiunge il rumore aerodinamico generato dai carrelli tirati fuori dagli alloggiamenti.
È quindi emerso che l'equipaggio del volo 182 non ha mai avvisato esplicitamente la torre di aver perso di vista il Cessna; se lo avessero chiarito ai controllori, l'incidente forse non sarebbe avvenuto. Inoltre, se il Cessna avesse mantenuto la rotta di 70° assegnatagli dall'ATC invece di virare a 90°, l'NTSB stima che gli aerei si sarebbero mancati di circa 300 m invece di scontrarsi. In definitiva, l'NTSB ha sostenuto che, indipendentemente da tale cambiamento di rotta, era responsabilità dell'equipaggio dell'aereo in sorpasso rispettare l'obbligo normativo di passare "ben lontano" dal Cessna.

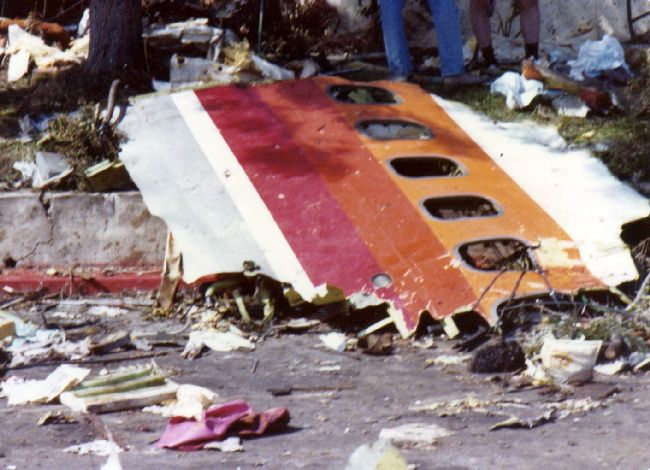
Relitto del PSA 182 dopo lo schianto

Il controllo di avvicinamento a terra ha rilevato un avviso di conflitto automatizzato 19 secondi prima della collisione, ma non ha trasmesso questa informazione all'aereo perché, secondo il coordinatore di avvicinamento, tali avvisi erano comuni anche quando non esisteva un conflitto reale.
Il volo PSA 182 ha superato il Cessna, che si trovava direttamente sotto di esso, entrambi all'incirca in direzione 090 (verso est). La collisione è avvenuta a circa 2 600 piedi (790 m). Secondo diversi testimoni a terra, hanno sentito prima un forte suono metallico "scricchiolio", poi un'esplosione e un incendio che li ha spinti a guardare in alto.

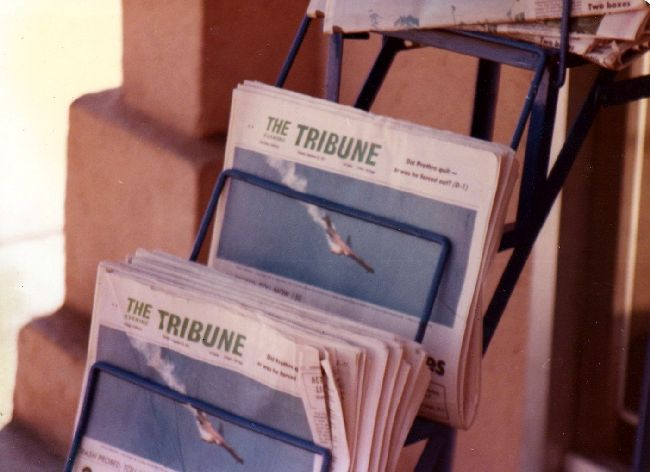
La foto che rese celebre il fotoreporter di Chicago Hans Wendt (1934-2013) subito dopo lo scontro con il Cessna pubblicata su tutti i giornali e trasmessa dalle televisioni

Il fotografo dello staff Hans Wendt dell'Ufficio per le pubbliche relazioni della contea di San Diego stava partecipando a un evento stampa all'aperto con una macchina fotografica fissa e ha scattato due fotografie post-collisione del 727 che cadeva, con l'ala destra in fiamme. Il cameraman Steve Howell del canale televisivo locale 39 (l'attuale "KNSD") stava partecipando allo stesso evento e ha catturato su pellicola il Cessna mentre cadeva verso la Terra, il suono dell'impatto del 727 e la colonna di fumo derivante dallo schianto risultante. Per la sua copertura del disastro, il "San Diego Evening Tribune", predecessore del San Diego Union-Tribune, ricevette un Premio Pulitzer nel 1979 per "Notizie locali, generali o spot".
Il relitto del Cessna precipitò al suolo, lo stabilizzatore verticale strappato dalla fusoliera e piegato verso sinistra, colpendo i detriti a circa 3.500 piedi (1.100 m) a nord-ovest del punto in cui era precipitato il 727. L'ala destra del PSA 182 è stata gravemente danneggiata, rendendo l'aereo incontrollabile e mandandolo a sbandare su una brusca sponda destra, e il serbatoio del carburante al suo interno si è rotto e ha appiccato un incendio.

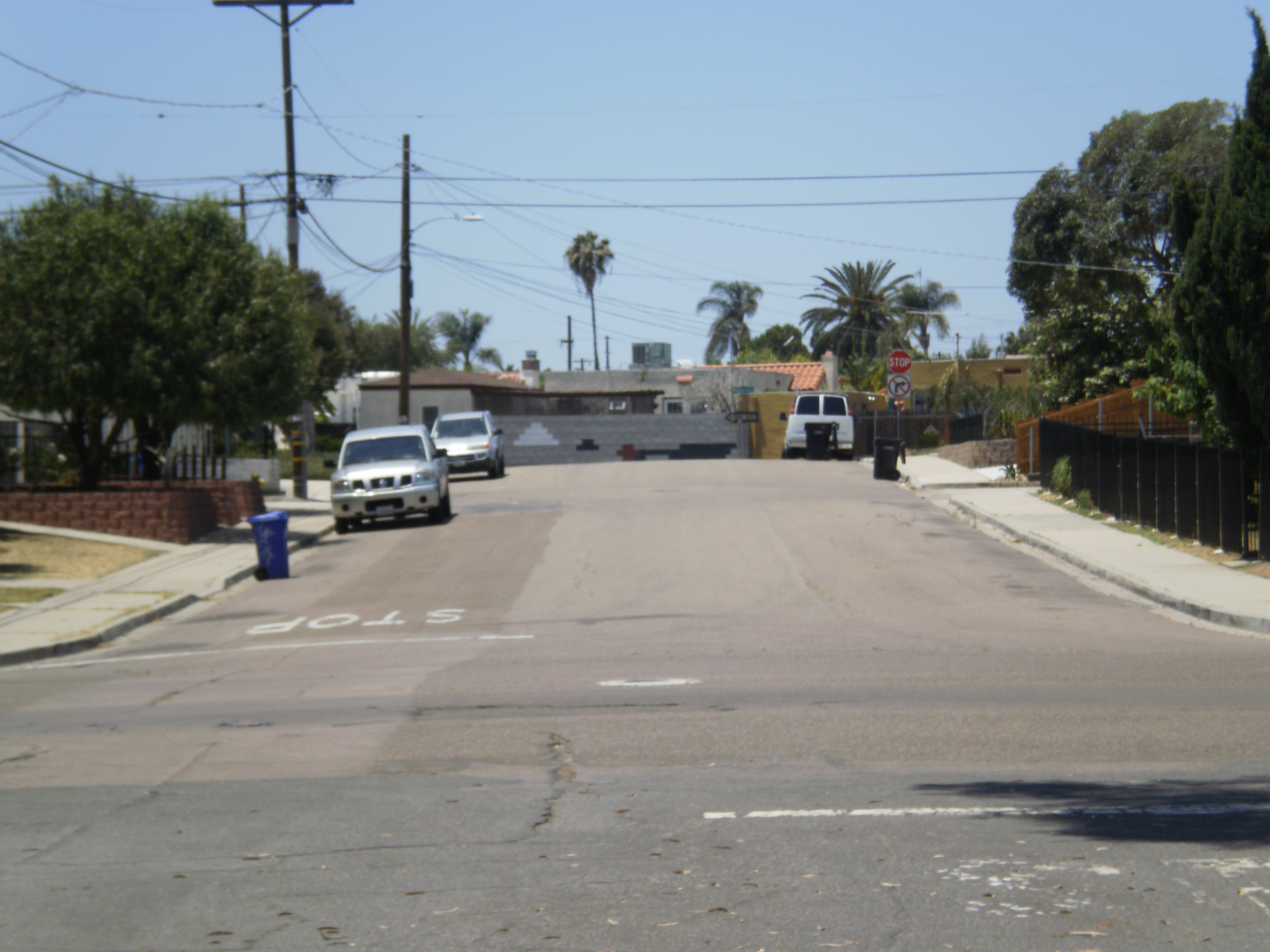
il luogo dell'incidente del PSA 182 come appariva nel 2010: guardando a ovest lungo Dwight St., l'incrocio di Nile Street è in primo piano; Intersezione di Boundary St. sullo sfondo. L'impatto iniziale avvenne a circa 9,1 m a destra del fotografo, su Nile St.

Il volo 182 colpì una casa al 3611 di Nile Street, 5 km a nord-est di Lindbergh Field, in una zona residenziale di San Diego conosciuta come North Park. Ha poi colpito il vialetto della casa a una velocità di 260 nodi (300 mph; 480 km/h), con il muso in giù mentre virava di 50° a destra. Le letture sismografiche hanno indicato che l'impatto è avvenuto alle 09:02:07, circa 2,5 secondi dopo che il cockpit voice recorder ha perso potenza. L'aereo si è schiantato appena a ovest dell'autostrada I-805, a circa 9,1 m a nord dell'incrocio tra Dwight e Nile Street, con la maggior parte del campo di detriti che si estendeva in direzione da nord-est a sud-ovest verso Boundary Street. Una delle ali dell'aereo alloggiata in una casa. Il pezzo più grande del Cessna ha avuto un impatto a circa sei isolati di distanza vicino alla 32nd Street e Polk Avenue.

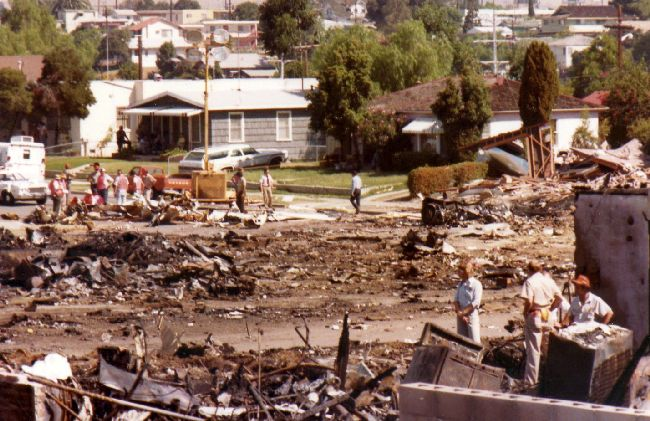
La tragica immagine testimonia l'entità dei danni causato dal Boeing a San Diego fra la 31ª Strada e North Park Way il 25 settembre 1978 che causò, a terra, 7 morti e 9 feriti.

L'esplosione e l'incendio provocati dallo schianto del 727 hanno creato una nube a forma di fungo che poteva essere vista per miglia (ed è stata fotografata e filmata). Alla fine è stato inviato sulla scena circa il 60% dell'intero dipartimento dei vigili del fuoco di San Diego. La gravità dell'incidente fece sì che i motori, la sezione di coda e il carrello di atterraggio fossero tra le poche parti riconoscibili rimaste del 727 distrutto. Tuttavia, l'area dell'impatto e dei detriti era relativamente piccola a causa del ripido angolo di punta dell'aereo.
In totale, 144 persone morirono nell'incidente, inclusi i sette membri dell'equipaggio del volo 182, altri 30 dipendenti PSA diretti alla base PSA di San Diego, i due occupanti del Cessna e sette residenti (cinque donne, due bambini maschi) a terra.
Con 144 morti, fu l'incidente più mortale avvenuto negli Stati Uniti, superando le 134 vittime della collisione aerea di New York del 1960, fino a otto mesi dopo, quando il Volo American Airlines 191 si schiantò con 273 morti. Nel 2021, è il sesto disastro aereo più mortale negli Stati Uniti (escluso il terrorismo), nonché il disastro aereo più mortale in California.

## Le indagini
Presso la vicina St. Augustine High School è stato istituito un centro di triage, comando e controllo, con la palestra utilizzata come obitorio improvvisato e per indagini forensi. Per preservare i resti biologici furono utilizzate unità di congelamento, poiché San Diego si trovava nel mezzo di una forte ondata di caldo, con temperature che superavano i 38 °C (100 °F).
Il rapporto del National Transportation Safety Board, pubblicato il 19 aprile 1979, stabilì che la probabile causa dell'incidente era l'incapacità dell'equipaggio di volo PSA di seguire le corrette procedure di (ATC). L'equipaggio del volo 182 ha perso di vista il Cessna contravvenendo alle istruzioni dell'ATC di "mantenere la separazione visiva da quel traffico" e non ha avvisato l'ATC di averlo perso di vista. Anche gli errori da parte dell'ATC sono stati indicati come fattori che contribuiscono, compreso l'uso di procedure di separazione visiva quando erano disponibili autorizzazioni radar. Inoltre, i piloti del Cessna, per ragioni sconosciute, non hanno mantenuto la rotta est-nordest assegnata di 070° dopo aver completato un avvicinamento strumentale pratico, né hanno notificato all'ATC il cambio di rotta. A questo proposito, il rapporto dell'NTSB continua affermando: "Secondo la testimonianza dei controllori e dell'assistente capo istruttore di volo del Gibbs Flite Center (proprietario del Cessna), la trasmissione delle 08:59:56 dal controllo di avvicinamento al Cessna imponeva solo un limitazione di altitudine per il pilota, non era tenuto a mantenere la rotta di 070°. Tuttavia, l'assistente capo istruttore di volo ha testimoniato che si sarebbe aspettato che il pilota [del Cessna] volasse alla direzione assegnata o informasse il controllore che non era in grado di farlo così."
Un'opinione dissenziente nel rapporto originale sull'incidente dell'NTSB da parte del membro Francis H. McAdams metteva fortemente in dubbio il motivo per cui il cambio di rotta non autorizzato da parte del Cessna non fosse stato specificamente citato come un "fattore che contribuisce" nel rapporto finale; invece, è stato elencato semplicemente come un "risultato", che ha meno peso. McAdams è stato anche "fortemente in disaccordo" con la maggioranza del gruppo su altre questioni, dando più peso alle procedure ATC inadeguate come un'altra "probabile causa" dell'incidente, piuttosto che trattarle semplicemente come un fattore che contribuisce. McAdams ha anche aggiunto come fattore determinante "la possibile identificazione errata del Cessna da parte dell'equipaggio della PSA a causa della presenza di un terzo aereo sconosciuto nell'area". I membri del comitato di maggioranza non hanno citato questa possibilità come credibile. In un emendamento dell'agosto 1982 alla conclusione della probabile causa, l'NTSB adottò il punto di vista di McAdams riguardo sia ai guasti dell'ATC che dei piloti.
Il rapporto afferma che nella cabina di pilotaggio del PSA alcune conversazioni non erano rilevanti per il volo durante le fasi critiche del volo. Il rapporto afferma che la conversazione non è stata un fattore causale nell'incidente, ma che "sottolinea i pericoli inerenti a questo tipo di ambiente della cabina di pilotaggio durante la discesa e l'avvicinamento all'atterraggio".
Le due fotografie del volo 182 scattate da Hans Wendt rivelarono che i flap dell'ala sinistra erano stati estesi mentre l'equipaggio cercava di governare l'aereo danneggiato e che all'ala destra mancava un grosso pezzo nel punto in cui il Cessna aveva colpito. Sebbene fosse ovvio che i flap fossero stati danneggiati o distrutti dalla collisione, gli investigatori dell'NTSB non furono in grado di determinare le condizioni del sistema idraulico nell'ala e se le tubature al suo interno fossero state effettivamente rotte o semplicemente appiattite. Poiché l'ala destra era estremamente frammentata, l'esame dei detriti non ha fornito informazioni utili. L'equipaggio potrebbe aver provato a guidare il 727 lontano dall'impatto con un'area residenziale e sulla Route 805 dove i danni sarebbero stati ridotti, ma non ci è riuscito. La conclusione finale dell'NTSB fu che anche se le linee idrauliche dell'ala destra non fossero state danneggiate, i flap mancanti e il fuoco in espansione avrebbero influenzato negativamente il profilo aerodinamico dell'aereo e con ogni probabilità il volo 182 era completamente incontrollabile dopo la collisione.

## Conseguenze
All'indomani della devastazione sul terreno, a San Diego si è rinnovata una controversia sulla collocazione di un aeroporto così trafficato in un'area densamente popolata. Nonostante le proposte di trasferirlo, l'Aeroporto Internazionale di San Diego, l'aeroporto commerciale a pista unica più trafficato degli Stati Uniti, rimane in uso nello stesso sito. Il luogo dell'incidente è stato isolato dalla polizia ed è rimasto tale per un anno intero.
All'epoca, il volo PSA 182 fu il disastro aereo commerciale più mortale degli Stati Uniti, superato otto mesi dopo, venerdì 25 maggio 1979, quando il Volo American Airlines 191 (un McDonnell Douglas DC-10) si schiantò a Chicago.
A seguito dell'incidente, l'NTSB ha raccomandato l'immediata implementazione di un'area di servizio radar terminale attorno al Lindbergh Field per provvedere alla separazione degli aeromobili, nonché una revisione immediata delle procedure di controllo per tutte le aree terminali trafficate. Questa regola iniziale non includeva i piccoli aerei dell'aviazione generale. Pertanto, il 15 maggio 1980, la Federal Aviation Administration, ha implementato quello che viene chiamato spazio aereo di Classe B per provvedere alla separazione di tutti gli aerei che operano nell'area. Inoltre, tutti gli aeromobili, indipendentemente dalle dimensioni, devono operare sotto "controllo radar positivo", una regola che consente solo il controllo radar da terra per tutti gli aeromobili che operano nello spazio aereo dell'aeroporto.
Al momento dell'incidente, il Lindbergh Field era l'unico aeroporto della contea di San Diego dotato di un sistema di atterraggio strumentale. Poiché il pilota del Cessna stava praticando atterraggi strumentali, la FAA ha rapidamente installato il sistema a Montgomery Field e all'Aeroporto McClellan-Palomar, nonché un approccio localizzatore a Gillespie Field, per consentire ai piloti di esercitarsi negli aeroporti più piccoli.
Come risultato di questa e di altre collisioni aeree (inclusa una quasi identica nel 1986) il "Traffic Collision Avoidance System" (TCAS) è ora installato in tutti gli aerei passeggeri commerciali e nella maggior parte degli aerei cargo commerciali. Il TCAS fornisce ai piloti avvisi visivi e acustici nella cabina di pilotaggio quando due aerei si avvicinano l'uno all'altro e ordina ai piloti di salire o scendere per evitare l'altro aereo. Il sistema però funziona solo se almeno un aeromobile è dotato di TCAS e l’altro di transponder. Dopo la collisione del Cerritos del 1986, tutti i voli di Classe B dovevano avere un transponder di Modalità C. L'Organizzazione per l'aviazione civile internazionale non richiede il TCAS sul tipo di piccoli aerei monomotore coinvolti nel disastro del PSA o su quello che ha coinvolto AeroMexico. Solo gli aeromobili certificati per trasportare 19 o più passeggeri o con un peso massimo al decollo superiore a 5.700 kg (12.600 lb) sono interessati dalla regola TCAS.
Poiché la collisione del PSA 182/Cessna è stata il risultato di un errore del pilota, viene utilizzato come ausilio didattico nel moderno addestramento al volo. La Embry-Riddle Aeronautical University utilizza l'incidente nelle lezioni sui "fattori umani", mentre altri vi fanno riferimento quando insegnano le regole dello spazio aereo o della separazione visiva.
Don (Donald) St. Germain, che era un dipendente della PSA, stava lavorando a bordo di questo volo quando morì insieme agli altri 143 passeggeri e all'equipaggio. Nove anni dopo, suo cognato Douglas Milan Doug Arthur (1943-1987), che era un capo-pilota della PSA con 7.500 ore di volo, in servizio alla PSA dal 1975, fu ucciso (o gravemente ferito) dalla .44 Magnum a bordo del tragico volo PSA 1771 vicino a Cayucos,California, insieme ad altri 42 passeggeri e all'equipaggio, da un dipendente recentemente licenziato di nome David Augustus Burke. Burke ha sparato al suo ex capo, a una assistente di volo, ai due piloti e ad Arthur prima di mandare l'aereo in picchiata, facendolo schiantare alla velocità del suono. Pertanto, Nikki St. Germain (1949-2005) ha perso suo fratello Donald nel primo incidente mortale di un volo PSA e suo marito, Doug, nove anni dopo, nel secondo. Quelli furono gli unici due incidenti mortali nei 40 anni di storia della compagnia aerea.

## Memoriali

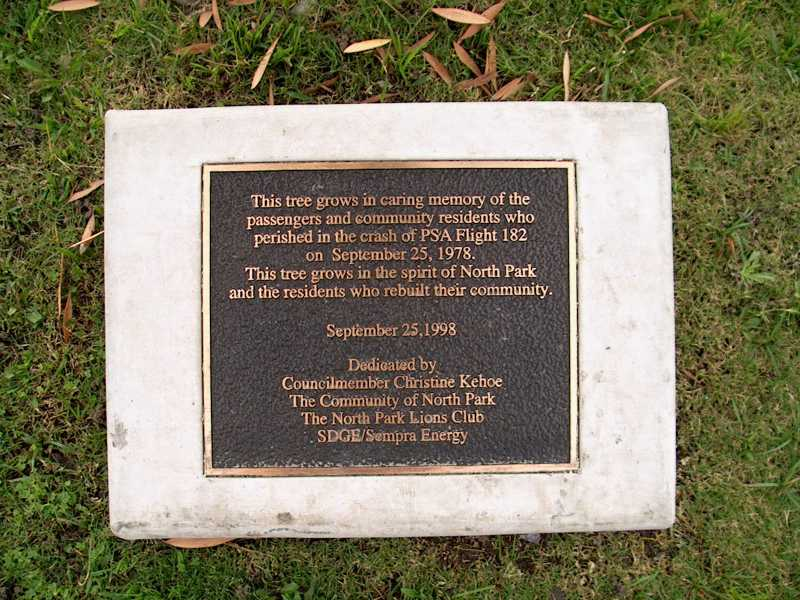
Targa in onore delle vittime dell'incidente

Una targa commemorativa in onore di coloro che morirono su entrambi gli aerei e a terra si trova nel Museo aerospaziale di San Diego sito al numero 2001 Pan American Plaza, vicino alla Theodore Gildred Flight Rotunda nel Balboa Park di San Diego. Nel 20º anniversario dell'incidente, un albero è stato piantato accanto alla biblioteca della filiale di North Park e una targa commemorativa è stata dedicata a coloro che hanno perso la vita. La biblioteca non si trova nelle immediate vicinanze del luogo dell'incidente vero e proprio; è stato ricostruito e non presenta prove visibili dello schianto.

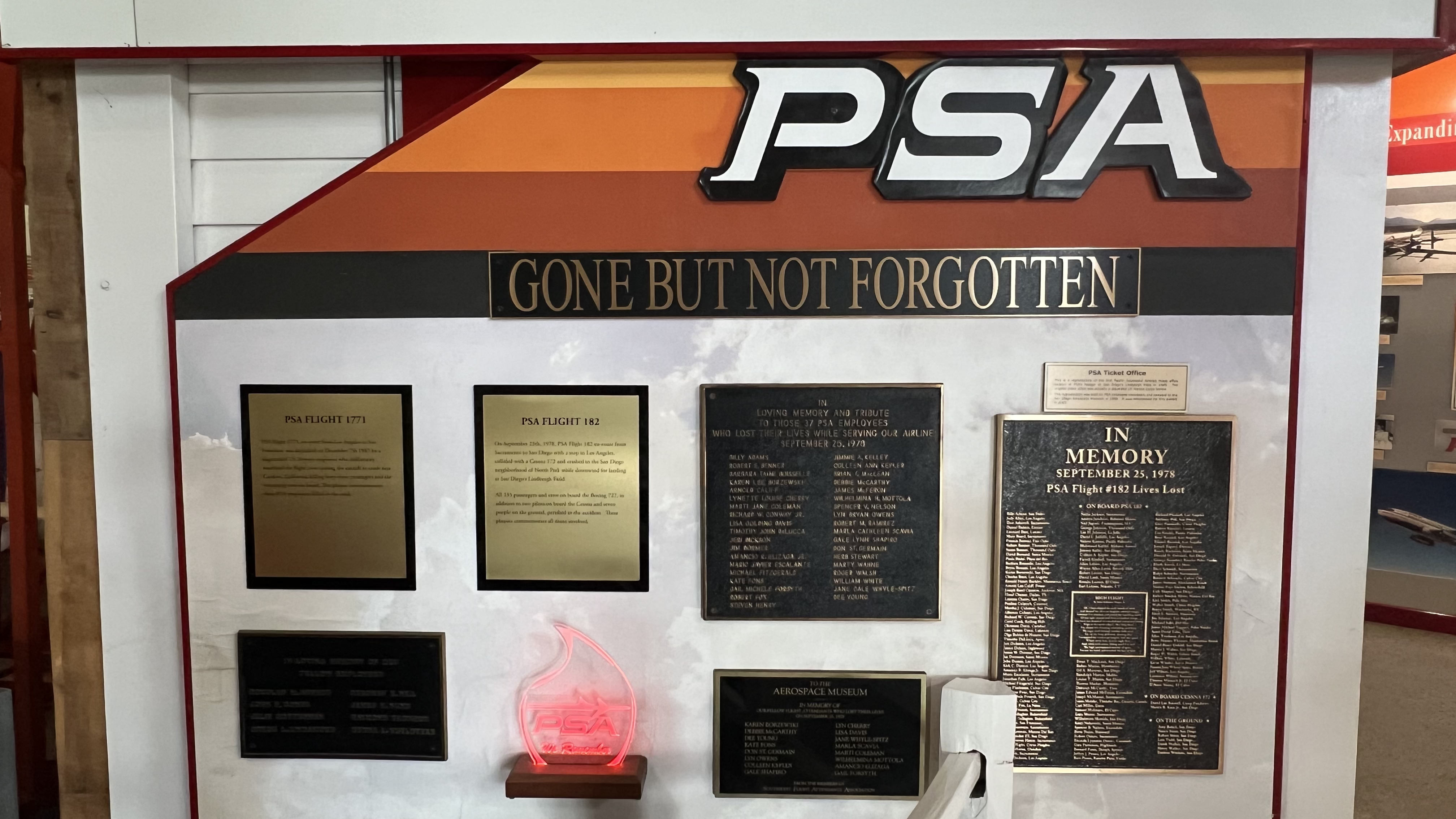
Memoriale PSA 182 al Museo dell'aria e dello spazio di San Diego

Ogni anno, in occasione dell'anniversario dell'incidente, si tengono riunioni commemorative informali, all'incrocio tra Dwight e Nile Street a North Park. Il 25 settembre 2008, oltre 100 parenti e amici delle vittime del PSA 182 si sono riuniti in occasione del 30º anniversario dell'incidente.

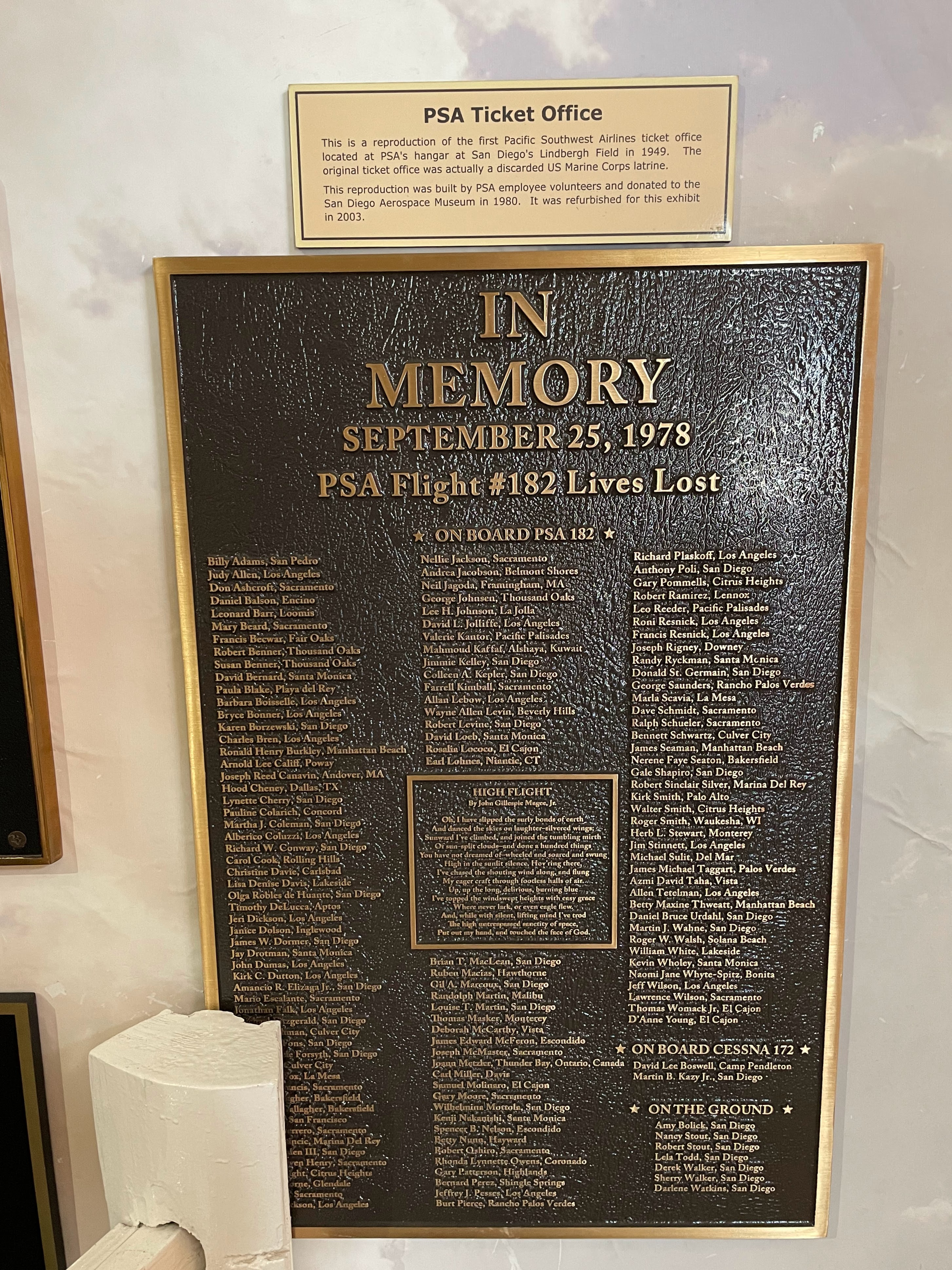
Vista ravvicinata della targa commemorativa esposta al Museo dell'aria e dello spazio di San Diego

## La collisione aerea di San Diego nei media
La collisione aerea di San Diego è stata analizzata nella puntata Collisione in volo della undicesima stagione del documentario Indagini ad alta quota trasmesso da National Geographic Channel.
L'incidente è stato trattato in Why Planes Crash della MSNBC nell'episodio "Collision Course", trasmesso per la prima volta il 27 aprile 2010.
L'incidente viene citato nel film Point Break - Punto di rottura come causa della morte dei genitori della protagonista femminile Tyler.
Anni dopo, Whoopi Goldberg, che aveva assistito alla collisione, fece riferimento al motivo per cui aveva smesso di viaggiare in aereo.